# こませ網漁
こませ網漁（こませあみりょう、Stownet Fishery）とは、漁網を用いて行われる網漁法の一つで、潮流に乗って回遊する魚類（イカナゴ、フグなど）を網口の両端を錨で固定した袋網で待ちうけ、採捕する漁法である。潮流が早い瀬戸内海において古くから行われている。
「込瀬網漁」と書く。網漁全体の類型においては、敷網漁 (Blanket Net Fishery) の中の袋待網漁の一つに区分される。

## 概要
方法としては二隻の漁船（親船と子船）で操作するが、漁具の積み込みと操業方法の違いにより、一隻投網法と二隻投網法に分けられる。
いずれも二隻の船によって「Y」の字の上半分の「V」（袖網の部分）が潮上に向かって開くように、その袖網の両端を錨で固定する。「Y」の下半分の「I」（袋網の部分）は潮下を向くように投入され、潮の流れに乗った魚群が入るのを待つ。袖網と袋網には浮き樽が結びつけられ、海面に浮かぶ樽の状態から、漁業者は網の様子を知ることができるようになっている。
約6時間毎に転流する潮流を利用しており、潮流が転流して間もなく投網し、次の転流まで約6時間施網したままで操業する（この潮の転流を利用する点で、定置網漁とは異なる）。転流直前に揚網することで、乗網してきた魚群を文字通り一網打尽にする。

## 問題点
袖網の両端を錨で固定しているため、操業中は移動することができない。そのため、付近の船舶（特に、喫水の深い大型原油タンカー）の航行に支障を来たしている。
別名いかなご漁と呼ばれるように、元々はイワシ系の多卵生魚であるイカナゴを狙った漁法だが、近年は、盛漁期（3月～5月）にフグを狙って、水深の深い航路内で南北にわたって網を張ることが多く、超巨大船でも特に VLCC (Very large Crude Carrier) と言われるDWT300,000載貨重量超級原油タンカーが逆航路航行、航路外避航を余儀なくされていたが、現在は内海水先人会のこませ網安全対策が変更され、航路が同漁網により閉塞されている場合は航路に入航しないこととなっている。

## 法規制と現状
東京湾、瀬戸内海、伊勢湾における船舶交通と漁業の両立を図り、海難事故を未然に防止する目的で、昭和48年、海上交通安全法が制定された。この中で、指定された航路（瀬戸内海では、備讃瀬戸東航路、同北航路、水島航路、明石海峡航路、来島海峡航路など）における巨大船（船長200M以上の船舶）の航行の優先性、錨泊の禁止等が規定された。
この海上交通安全法による規制は、こませ網漁にとっては存続の危機を招きかねなかったが、すでにその法律制定過程において、当時の海上保安庁と水産庁の間で、以下のような妥協が図られ、覚書が取り交わされていた。
1. 「こませ網漁」については、同法で規定した錨泊とは見なさない
2. 従来から実施されてきた漁業活動への規制は必要最小限度とする
3. こませ網漁等の操業は従来通り実施できるよう船舶航行時間を出来る限り調整する

このように、こませ網漁は最大限の配慮をうける一方で、同法に規定された航路内における船舶交通の優先性は、事実上骨抜きにされた。このため、高松海上保安部、航路管制を担う備讃マーチス（備讃瀬戸海上交通センター）も、こませ網漁業者に対して強固な指導を行う権限を有しておらず、業者に航路を閉塞しないよう呼びかけたり、海域の閉塞状況を航行船舶に情報提供するに留まっている。
こうしたことから、海上保安庁、第5・6管区海上保安本部、高松海上保安部、備讃マーチス、荷主及び内海水先人会等により、備讃瀬戸海上交通調査委員会が設置されている。この委員会が、こませ網漁盛漁期の可航水域状況予想表の作成、警戒船の配備、出入港の調整等の対策を講じているが、こませ網漁と海上交通の両立という、本問題の抜本的解決への見通しは未だに立っていない。